# Malou Quignette
 (novembre 2024).
La mise en forme du texte ne suit pas les recommandations de Wikipédia : il faut le « wikifier ».
Les points d'amélioration suivants sont les cas les plus fréquents :
- Les titres sont pré-formatés par le logiciel. Ils ne sont ni en capitales, ni en gras.
- Le texte ne doit pas être écrit en capitales (les noms de famille non plus), ni en gras, ni en italique, ni en « petit »…
- Le gras n'est utilisé que pour surligner le titre de l'article dans l'introduction, une seule fois.
- L'italique est rarement utilisé : mots en langue étrangère, titres d'œuvres, noms de bateaux, etc.
- Les citations ne sont pas en italique mais en corps de texte normal. Elles sont entourées par des guillemets français : « et ».
- Les listes à puces sont à éviter, des paragraphes rédigés étant largement préférés. Les tableaux sont à réserver à la présentation de données structurées (résultats, etc.).
- Les appels de note de bas de page (petits chiffres en exposant, introduits par l'outil «  Source ») sont à placer entre la fin de phrase et le point final[comme ça].
- Les liens internes (vers d'autres articles de Wikipédia) sont à choisir avec parcimonie. Créez des liens vers des articles approfondissant le sujet. Les termes génériques sans rapport avec le sujet sont à éviter, ainsi que les répétitions de liens vers un même terme.
- Les liens externes sont à placer uniquement dans une section « Liens externes », à la fin de l'article. Ces liens sont à choisir avec parcimonie suivant les règles définies. Si un lien sert de source à l'article, son insertion dans le texte est à faire par les notes de bas de page.
- La présentation des références doit suivre les conventions bibliographiques. Il est recommandé d'utiliser les modèles {{Ouvrage}}, {{Chapitre}}, {{Article}}, {{Lien web}} et/ou {{Bibliographie}}. Le mode d'édition visuel peut mettre en forme automatiquement les références.
- Insérer une infobox (cadre d'informations à droite) n'est pas obligatoire pour parachever la mise en page.

Pour une aide détaillée, merci de consulter Aide:Wikification.
Si vous pensez que ces points ont été résolus, vous pouvez retirer ce bandeau et améliorer la mise en forme d'un autre article.
 (novembre 2024).
Malou Quignette (né en février 1997) est un entraîneur de football français. Spécialiste du jeu de position, il gravit rapidement les échelons du football féminin avant d’être nommé sélectionneur de l'équipe d'Haïti féminine en septembre 2024.

## Biographie
Malou Quignette est nommé sélectionneur en septembre 2024, à l'âge de 27 ans, 6 mois et 12 jours, devenant ainsi le plus jeune sélectionneur en activité, tant pour une équipe féminine que masculine¹.
À ce jour, il affiche un bilan de 2 victoires et 1 défaite à la tête de l'équipe nationale, avec une victoire 4–2 contre la Jordanie, une victoire 3–2 contre Chinese Taipei, et une défaite 2–1 face à la Russie². En novembre 2025, il réalise un exploit historique contre Chinese Taipei : alors que son équipe était menée 2–0 jusqu'à la 84ᵉ minute, elle renverse la situation pour l'emporter 3–2 dans les ultimes secondes.
Avant d'accéder au poste de sélectionneur principal, Malou Quignette a occupé celui de sélectionneur adjoint de l'équipe féminine haïtienne de 2023 à septembre 2024.
De 2021 à 2023, il a également exercé comme co-entraîneur au club de Thonon Evian Grand Genève, évoluant en seconde division française. Lors de la saison 2022–2023, il a mené l'équipe jusqu'en demi-finale de la Coupe de France, où elle s'est inclinée 1–0 face au PSG, établissant un record historique pour le club. Auparavant, Malou Quignette avait entraîné l'équipe nationale féminine des moins de 19 ans au Havre.